# Crime împotriva umanității
Crima împotriva umanității este un concept care apare în practica judiciară ca o alternativă la utilizarea termenului de genocid. Motivul este existența unor cerințe de probațiune mult mai ușoare, în condițiile în care există anumite suprapuneri a sferelor celor două infracțiuni.
Unii autori consideră genocidul ca o formă agravantă a crimelor împotriva umanității, deoarece include intenția de a distruge un grup social.
Alți specialiști văd situația tocmai invers, invocând cerința ,,de masă” și caracterul „sistematic” necesar pentru a se putea invoca infracțiunea de crimă împotriva umanității.
Cert este că jurisprudența internațională consideră genocidul și crimele împotriva umanității ca fiind infracțiuni separate. 
În dreptul internațional, infracțiunea de crime împotriva umanității se referă la mai multe tipuri de acte care sunt săvârșite în mod sistematic împotriva oricărei populații civile, fie inițiate, încurajate sau doar tolerate de orice autoritate, fie ea guvernamentală sau de fapt .
Prin articolele 7 și 8 din Statutul de la Roma al Curții Penale Internaționale, adoptat în 1998, violul, sclavia sexuală, prostituția forțată, sarcinile forțate și sterilizarea forțată, sau orice formă de violență sexuală sunt definite drept crime împotriva umanității și crime de război și echivalate cu o formă de tortură și o crimă gravă de război, fie că aceste acte sunt sau nu comise în mod sistematic în timpul conflictelor internaționale sau interne.
Alte fapte ce intră în categoria de crime împotriva umanității sunt crima, exterminarea, sclavia, tortura, persecuția etc. Pentru a se proba crimele împotriva umanității și pentru condamnarea făptuitorilor, este necesară doar probarea crimelor săvârșite, nefiind nevoie și de dovedirea intenției de a distruge un grup.

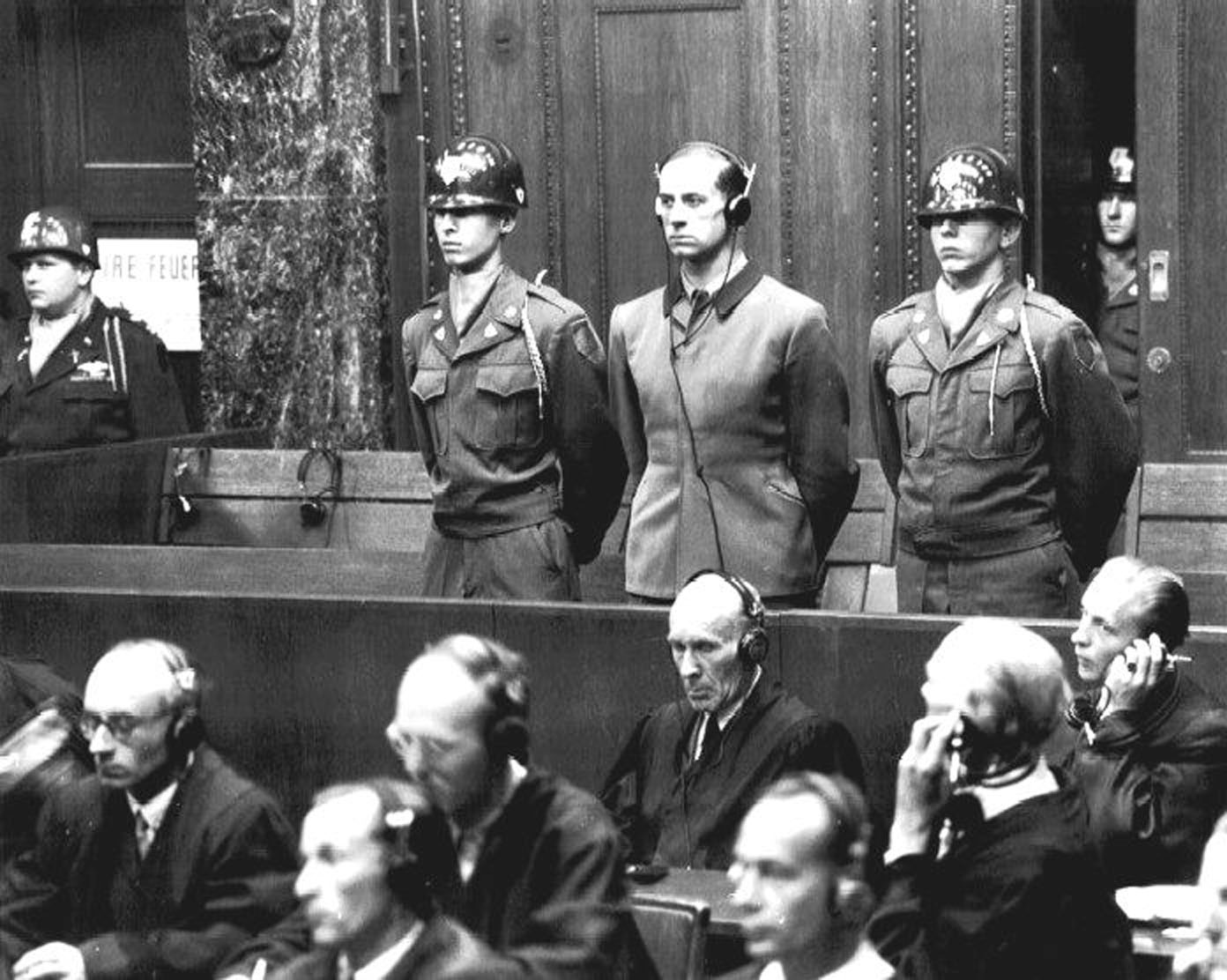
Tribunalul militar internaţional de la Nürnberg, în 1945. În fotografie, Karl Brandt, medicul personal al lui Hitler și responsabilul programului de eutanasie

Crimele contra umanității, indiferent dacă sunt comise în timp de război sau în timp de pace, așa cum sunt definite în Statutul Tribunalului Militar Internațional de la Nürnberg din 8 august 1945 și confirmate prin rezoluțiile Adunării Generale a Organizației Națiunilor Unite 3 (I) și 95 (I) din 13 februarie 1946 și 11 decembrie 1946, sunt imprescriptibile.
La Conferința de la Praga cu titlul „Conștiința europeană și comunismul” a fost adoptată o declarație care, pornind de la premisele că:
- ideologia comunistă este direct responsabilă pentru crimele comise împotriva umanității,
- conștientizarea crimelor împotriva umanității comise de regimurile comuniste pe tot continentul trebuie să lumineze toate mințile europene la fel ca cea a crimelor regimului nazist,
- există similitudini substanțiale între nazism și comunism în privința caracterului lor oribil și groaznic și a crimelor lor împortiva umanității cere printre altele și:
- recunoașterea faptului că multe crime comise în numele comunismului trebuiesc considerate crime împotriva umanității spre a servi ca și avertisment generațiilor următoare, la fel cum crimele naziste au fost apreciate de către Tribunalul din Nürnberg,
- atitudine responsabilă din partea parlamentelor naționale în ceea ce privește recunoașterea crimelor comuniste ca fiind crime împotriva umanității, ceea ce conduce la legislație adecvată și la monitorizarea parlamentară a acestei legislații.

## Instituții
Organul de justiție care se ocupă pe plan internațional cu judecarea crimelor împotriva umanității sau a genocidurilor este Curtea Penală Internațională.

### Relația cu prescripția
Prescripția răspunderii penale este acea instituție a dreptului penal care determină data la care o anumită acțiune ce contravine legii încetează din a mai putea fi invocată într-o cauză penală.
În cele mai multe situații crimele împotriva umanității au fost absorbite de prescripție. Așadar, în cele mai multe sisteme juridice, o persoană ce se găsește vinovată de o crimă împotriva umanității poate fi judecată pentru aceasta pentru tot restul vieții.